# Hogg-Inseln
Die Hogg-Inseln sind eine Gruppe kleiner Inseln vor der Mawson-Küste des ostantarktischen Mac-Robertson-Lands. Sie liegen 800 m südlich der Insel Kamelen im nördlichen Teil der Stanton-Gruppe.
Luftaufnahmen der Lars-Christensen-Expedition 1936/37 und später der Australian National Antarctic Research Expeditions (ANARE) dienten ihrer Kartierung. Eine Hundeschlittenmannschaft der ANARE besuchte sie 1969 im Zuge einer Fahrt zum Taylor-Gletscher. Das Antarctic Names Committee of Australia benannte sie nach dem australischen Arzt John Hugh Wilson Hogg (* 1943), der 1969 auf der Mawson-Station tätig war.